# Pyrrosia linearifolia
Pyrrosia linearifolia är en stensöteväxtart som först beskrevs av William Jackson Hooker, och fick sitt nu gällande namn av Ren-Chang Ching. Pyrrosia linearifolia ingår i släktet Pyrrosia och familjen Polypodiaceae. Inga underarter finns listade.